# Jarasłau Kardasz
Jarasłau Kanstancinawicz Kardasz (błr. Яраслаў Канстанцінавіч Кардаш; ur. 3 maja 1991 roku) – białoruski zapaśnik walczący w stylu klasycznym. Zajął czternaste miejsce na mistrzostwach świata w 2014. Piąty na mistrzostwach Europy w 2012. Dwudziesty na Uniwersjadzie w 2013. Brązowy medalista akademickich MŚ w 2012. Ósmy w Pucharze Świata w 2017 i szesnasty w 2012.